# Stan Meissner
Pour les articles homonymes, voir Meissner.
Stan Meissner (28 août 1956 à Toronto, au Ontario) est un chanteur, compositeur, auteur et canadien.
Sa carrière comprend à la fois des succès au Canada et à l'étranger. Ayant été compositeur et auteur-compositeur pendant plus de 35 ans, Meissner a écrit et composé de la musique pour de nombreux actes, artistes et séries internationaux.